# Petrônio Probiano
Petrônio Probiano (em latim: Petronius Probianus) foi um oficial romano do século IV, ativo no reinado dos imperadores Constantino (r. 306–337) e Licínio (r. 308–324).

## Vida

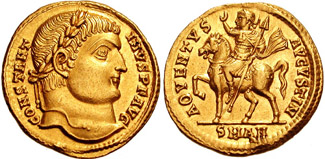
Soldo de Constantino r.

Era pai de Probino e avô de Sexto Cláudio Petrônio Probo. Em data incerta escreveu versos presentes na Antologia Latina e Quinto Aurélio Símaco compôs versos em sua honra. Aparece pela primeira vez entre 315 e 316, quando era procônsul da África; enquanto em ofício, recebeu carta de Constantino. Em 321, ocupou outro ofício não especificado nas fontes, mas a julgar pelas circunstâncias provavelmente era prefeito pretoriano. Em 322, torna-se cônsul anterior com Âmnio Anício Juliano. Entre 8 de outubro de 329 e 12 de abril de 331, era prefeito urbano de Roma.